# دینه دیاوارا
دینه دیاوارا (انگلیسی: Diéné Diawara؛ زادهٔ ۲۹ ژانویهٔ ۱۹۸۵) بازیکن زن بسکتبال اهل مالی است. وی در بازی‌های المپیک تابستانی ۲۰۰۸ شرکت کرده‌است.